# Wheeland
Koordinaten: 21° 49′ N, 72° 17′ W
Wheeland ist ein Ort im Britischen Überseegebiet Turks- und Caicosinseln. Er liegt auf der Insel Providenciales und zählt 2517 Einwohner (Volkszählung 2012).